# 朱翊銓
平乡王朱翊銓（？—1644年？），明朝平乡安庄王朱载坋庶四子。
万历十一年（1583年），因朱載坋私收滥妾，明神宗减去他一半禄米，并下令他的子孙只能按例降级奉祀，不能袭封为平乡王。萬曆二十二年（1594年），朱翊銓被请求赐名，禮部左侍郎李廷機奏称朱翊銓是民女所生，非濫妾或私婚之子，可以受封、赐名。撫按也做了复核。
朱载坋的三个嫡子都早夭。崇祯四年（1631年），朱翊銓上奏请求袭封，禮科給事中鍾炌认为神宗已有成命，让朱翊銓以奉国将军奉祀即可。
朱翊銓后来仍然获准袭封。崇祯十七年（1644年）十二月，清朝将其活捉到北京。